# Manuel Avedikian
Manuel Alejandro Avedikian (* 19. února 1976 Buenos Aires) je bývalý argentinský fotbalový obránce s arménskými kořeny.

## Fotbalová kariéra
V české lize hrál za FC Dukla. Nastoupil v 1 ligovém utkání 15. listopadu 1997 při prohře 2:0 se Spartou. Ve stejné sezóně nastupoval i za B-tým ve třetí lize, kde dal 5 gólů.
V argentinské lize nastupoval za CA San Lorenzo de Almagro jako útočník.

## Ligová bilance
| Ročník                       | Zápasy | Góly | Klub       |
| ---------------------------- | ------ | ---- | ---------- |
| Gambrinus liga 1997/98       | 1      | 0    | FC Dukla   |
| Česká fotbalová liga 1997/98 | -      | 5    | FC Dukla B |
| CELKEM 1. liga ČR            | 1      | 0    |            |